# Мачке у старом Египту
Мачке у старом Египту биле су заступљене у друштвеним и верским праксама више од 3.000 година. Неколико старих египатских божанстава било је приказано и извајано са главама попут мачака попут Мафдет, Баст и Секмет, представљајући правду, плодност и моћ. Божанство Мут такође је приказано као мачка и у друштву мачке.
Мачке су биле хваљене због убијања змија отровница и заштите фараона од Прве египатске династије. Остаци мачака проналажени су међу погребним стварима све до 12. династије. Заштитна функција мачака назначена је у Књизи мртвих, где мачка представља Ра и благодати сунца за живот на Земљи. Декорације у облику мачке коришћене током Новог египатског краљевства указују на то да је култ мачака постао популаран у свакодневном животу.
Мачија гробља на археолошким налазиштима Спеос Артемидос, Бубастис и Сакара коришћена су неколико векова. Садржали су огроман број мачијих мумија и статуа мачака које су изложене у музејским збиркама широм света. Међу мумифицираним животињама ископаним у Гизи, најчешће је проналажена афричка дивља мачка (Felis lybica), а затим и мочварна мачка (Felis chaus). С обзиром на огроман број мумија мачака пронађених у Египту, култ мачака је свакако био важан за економију земље, јер је захтевао узгој мачака и трговинску мрежу за снабдевање храном, уљима и смолама за њихово балзамирање.

## Историја
Мафдет је била прво познато божанство са мачјом главом у древном Египту. Током Прве династије (оквирно 3100-2900. п. н. е.), сматрана је заштитницом фараонових одаја од змија, шкорпиона и зла. Често је била приказивана и са главом леопарда (Panthera pardus). Била је посебно истакнута током владавине фараона Ден.
Божанство Баст познато је најмање од Друге династије па надаље. У то време била је приказана са лављом главом. У гробницама фараона Кефрена и Ниусера пронађени су печати и камене посуде са њеним именом, што указује на то да се она сматрала заштитницом од средине 30. века пре нове ере током Четврте и Пете династије. Зидна слика у гробљу Пете династије у Сакари приказује малу мачку са огрлицом, што сугерише да су укроћене афричке дивље мачке држане у фараонским четвртима до 26. века пре нове ере.
Амајлије са мачјим главама ушле су у моду у 21. веку пре нове ере током 11. династије. Мурал из тог периода у гробу Бакетa III приказује мачку у сцени лова која се суочава са глодаром сличним пацову.
У гробници на некрополи Ум ел-Ка'аба налазило се 17 мачјих костура из раног 20. века пре нове ере. Поред костура стајали су мали лонци за које се претпоставља да су садржали млеко за мачке. Неколико гробних фрески на тебанској некрополи приказују мачке у домаћинствима. Ове гробнице припадале су племићима и високим званичницима 18. династије и изграђене су у 15. и 14. веку пре нове ере. На муралима се види мачка како седи испод столице и једе месо или рибу; неки је приказују у друштву гуске или мајмуна. Мачка у сценама лова на живину још је један мотив који се понавља у фрескама тебанских гробница.
Прва позната индикација за мумификацију мачке пронађена је у сложено исклесаном кречњачком саркофагу насталом оквирно 1350. године п. н. е. Претпоставља се да је ова мачка била омиљени љубимац принца Тутмоса.
Од 22. династије око средине 950-их пре нове ере, богиња Баст и њен храм у граду Бубастис расли су у популарности. Сада је приказана само са мачјом главом. Домаће мачке (Felis catus) све су се више обожавале и сматрале су се светим. Након смрти, биле би балзамиране, постављене у ковчег и сахрањене на мачјем гробљу. Домаћа мачка је сматрана живом инкарнацијом божанства Баст која штити домаћинство од гранивора, док је божанство лавље главе Секмет обожавано као заштитник фараона. Током владавине фараона Осоркона II, у 9. веку пре нове ере, храм богиње Баст увећан је фестивалском салом. Статуе и статуете мачака из овог периода постоје у различитим величинама и материјалима, укључујући чврсту и шупљу ливену бронзу, алабастер и фајанс.
Популарност мумифицираних животиња повећала се током касног периода старог Египта од 664. п. н. е. па надаље. Мумије су коришћене за заветне дарове придруженом божанству, углавном током фестивала или од стране ходочасника. Катакомбе из периода Новог Краљевства у некрополима Бубастис, Сакара и Бени Хасан поново су коришћене као гробља за мумије понуђене богињи Баст.
Средином 5. века пре нове ере, Херодот је описао годишњи фестивал у храму Бубастис као највећи у земљи, коме је присуствовало неколико стотина хиљада ходочасника.
Током хеленистичког периода између 323. и 30. године пре Христа, богиња Изида се повезала са богињом Баст и мачкама, на шта указује натпис у храму у Едфуу: „Изида је душа богиње Баст“. У овом периоду мачке су се систематски узгајале да би се убијале и мумифицирале као жртве боговима.
Како је описао Диодор са Сицилије, убијање мачке сматрано је озбиљним злочином. У годинама између 60. и 56. п. н. е., огорчени људи линчовали су Римљана због убијања мачке, иако је фараон Птоломеј XII Аулет покушао да интервенише.
Мачке и религија почели су да се раздвајају након што је Египат постао римска провинција 30. п. н. е. Низ декрета и указа издатих од римских царева у 4. и 5. веку нове ере постепено је умањило праксу паганства и паганских ритуала у Египту. Пагански храмови су заплењени, а жртве забрањене 380. године нове ере. Три едикта издата између 391. и 392. забрањивала су паганске ритуале и церемоније сахрањивања на свим култним местима. Смртна казна за преступнике уведена је 395. године, а уништавање паганских храмова одређено је 399. године. До 415. године хришћанска црква је добила сву имовину која је раније била посвећена паганству. Пагани су прогнани до 423. године, а крстови су заменили паганске симболе након декрета из 435.
У Египту је од тада забележен пад поштовања према мачкама. Још увек су били поштовани у 15. веку, када је Арнолд вон Харф путовао у Египат и посматрао мамелуке који су се часно и емпатично односили према мачкама. Нежни однос према мачкама део је исламске традиције.

## Експедиције и ископавања
Припадници француске Комисије науке и уметности испитивали су стари град Ликополис близу Асјута по први пут 1799. године и пронашли мумифициране мачке и остатке других животиња. Такође су пронашли мумифициране мачке и мачји скелет у тебанској некрополи. Музеј Лувр је 1820. године изложио статуе мачака израђених од дрвета, бронзе и емајлиране керамике које су углавном настале у Бубастису.
Кристијан Готфрид Еренберг је 1830. године забележио да је у Египту приметио три различита облика мачака: мочварну мачку, афричку дивљу мачку и свету мачку која је била средње величине између мочварне и домаће мачке. Ову мачку назвао је Felis bubastis.
Друштво за истраживање Египта финансирало је ископавања у Бубастису крајем 1880-их. Едвард Навил је описао бројне статуе мачака које су у то време биле доступне у продавницама у Каиру. На градском гробљу мачака, он и колеге испразнили су неколико великих јама запремине 20 m³ испуњене костима мачке и египатских мунгоса (Herpestes ichneumon). Међу костима су пронађени и неки материјали за балзамовање, предмети од порцелана и бронзе, перле и украси, као и статуе богиње Баст и богаНефертема. До 1889. године гробље се сматрало исцрпљеним.
Крајем 1880-их на гробљу Бени Хасан у централном Египту пронађено је више од 200 000 мумифицираних животиња, од којих су већина мачке. 1890. године Вилијам Мартин Конвеј писао је о ископавањима у Спеос Артемидосу близу Бени Хасана: „Пљачка гробља била је призор за видети, али требало је стајати добро у заветрини. Сеоска деца су долазила из дана у дан и обезбеђивала себи најатрактивније мумије које су могла да пронађу. Ове су однели низ обалу реке да би путницима у пролазу продали најмањи новчић. Стаза је постала посута мумијском крпом и комадићима мачјих лобања и костију и крзна у ужасним положајима, а ветар је односио фрагменте и смрад.“ Пошиљка са хиљадама мумија животиња стигла је 1890. године до Ливерпула. Већина њих су биле мумије мачака. Велики део је продат као ђубриво, мали део је купио зоолошки музеј градског универзитетског колеџа.
Музеј ликовних уметности у Лиону примио је стотине мумија мачака које је ископао Гастон Масперо у Бени Хасану, Сакари и Теби. Мачке су биле свих узраста, од одраслих до мачића са млечним зубима. Неки од њих били су у статуама и саркофазима. Већи су били превијени у тканину различитих боја са украшеним главама и ушима формираним од гумираног ткива.
Француски институт за оријенталну археологију финансирао је ископавања у близини Фајума, где је Пјер Жаге 1901. пронашао гробницу пуну мачјих мумија. Налазила се усред гробница са крокодиловим мумијама.
Британски музеј је 1907. године добио колекцију од 192 мумифициране мачке и 11 малих месоједа које је у Гизи ископао Флиндерс Питри. Мумије вероватно датирају из периода између 600. и 200. године пре нове ере. Две од ових мумија мачака снимљене су рендгеном 1980. године. Анализа је открила да су намерно задављени пре него што су напунили две године. Вероватно су коришћени за снабдевање мумифицираним мачкама као заветна понуда.
Остаци 23 мачке пронађени су почетком 1980-их у малој мастабе гробници на археолошком налазишту Балат у оази Дахла. Гробница је основана током Старог египатског краљевства у 25. веку пре нове ере и касније поново употребљена. Мачке су вероватно биле мумифициране јер су им комадићи ткива још увек заглављени у костима.
Ископавања на подручју Бубастеума у Сакари раних 1980-их дала су 200 мумија мачака у гробници џатија Аперела. Још 184 мумије мачака пронађене су у другом делу ове гробнице током деведесетих година, састојећи се од 11 пакета са неколико мачјих костију и 84 пакета који садрже блато, глину и каменчиће. Радиографски преглед показао је да су мумифициране углавном младе мачке. Већина мачака је умрла од фрактура лобање и имала је ишчашене кичмене кости, што указује да су претучене до смрти. На овом месту је 1996. године откривена гробница Тутанкамонове дојиље Маје у којој су се налазиле мумије мачака поред људских мумија. У овој гробници је 2001. године пронађен костур мушког лава који је такође показивао знаке мумификације. Био је стар око девет година, вероватно живео у заточеништву много година и показивао знаке неухрањености. Вероватно је живео и умро у периоду Птолемејског краљевства. Мумифицирани остаци 335 домаћих мачака и 29 мочварних мачака ископани су у катакомбама Анубиса у Сакари током радова започетих 2009. годиене.

## Легенде
У 2. веку, Полијен је забележио ратну стратегију персијског краљ Камбиза II током битке код Пелузија: Камбиз II је наредио смештање мачака и других животиња које Египћани поштују испред персијских линија фронта. Египћани су наводно зауставили своје одбрамбене операције, а Персијанци су затим освојили Пелузијум.

## Галерија
- Кутија за мумију животиња у Музеју уметности Метрополитан
- Бронзана статуа која датира иза периода 664−332. п. н. е., изложена у Одељењу за египатске антиквитете у Лувру
- Статуа Баст у Лувру
- Саркофаг за мумију мачака, око 305. п. н. е., Музеј у Бруклину
- Мумифициране мачке у Природњачком музеју у Лондону
- Фигурица мачке од плавог египатског фајанца
- Гејер Андерсонова мачка у Британском музеју